# Oscar Camenzind
Pour les articles homonymes, voir Camenzind.
Oscar Camenzind, né le 12 septembre 1971 à Schwytz, est un ancien coureur cycliste professionnel suisse. 

## Biographie
Il a été champion du monde sur route en 1998. Il a également remporté le Tour de Lombardie en 1998, le Tour de Suisse en 2000, et Liège-Bastogne-Liège en 2001.
Sa carrière prend fin à la suite d'un contrôle positif à l'EPO en août 2004, alors qu'il faisait partie de l'équipe Phonak.
En août 2006, pour en savoir plus sur la provenance de l'EPO (Camenzind a toujours refusé de le dire), un tribunal suisse a ordonné la réouverture de cette enquête.

## Palmarès, résultats et classements

### Palmarès amateur
- 1989
  - 2e du championnat de Suisse sur route juniors
- 1990
  - Prix des Vins Henri Valloton
- 1991
  - 7e étape du Namibia 4-day International Tour
- 1993
  - GP Osterhas
  - 3e du Tour des régions italiennes
- 1994
  - Hegiberg-Rundfahrt
  - 2e du Gran Premio Palio del Recioto
  - 2e du Leimentalrundfahrt
- 1995
  -  Champion de Suisse sur route amateurs
  - Tour du Tessin :
    - Classement général
    - 2e et 3e étapes

  - 2e du Tour du Stausee
  - 2e du Grand Prix des Marronniers
  - 2e de la Cinturón a Mallorca
  - 2e du Tour du Leimental

### Palmarès professionnel
| - 1996 - 2e, 3eb (contre-la-montre) et 4e étapes du Grand Prix Guillaume Tell - 2e du Grand Prix Guillaume Tell - 2e d'À travers Lausanne - 2e du Josef Voegeli Memorial - 2e du Grand Prix d'Europe (avec Andrea Dolci) - 3e du championnat de Suisse sur route - 3e du Tour du Schynberg - 3e du Tour du Wartenberg - 1997 - Champion de Suisse sur route - Grand Prix Breitling (avec Johan Museeuw) - Grand Prix Guillaume Tell - Tour du Schynberg - Prologue et 5e étape du Tour d'Autriche - 1re (contre-la-montre) et 9e étapes du Tour de Suisse - 2e du Tour de Suisse - 3e du Tour d'Autriche - 3e du Tour du Stausee - 1998 - Champion du monde sur route - Tour de Lombardie - 2e du Tour de Berne - 2e de Milan-Turin - 3e du Grand Prix du canton d'Argovie - 4e du Tour d'Italie - 1999 - 3e étape du Tour du Trentin - 7e étape du Tour de Suisse - 3e du Tour de Berne - 4e du Tour de Lombardie - 4e de la Flèche wallonne - 5e du Tour de Romandie - 6e du championnat du monde sur route - 8e de Liège-Bastogne-Liège - 9e de Tirreno-Adriatico | - 2000 - Tour de Suisse - 2e d'À travers Lausanne - 2e du Grand Prix Beitling (avec Robert Hunter) - 7e du Championnat de Zurich - 2001 - Liège-Bastogne-Liège - 10e étape du Tour de Suisse - 3e de la LuK-Cup - 7e de Tirreno-Adriatico - 10e du Tour de Romandie - 2002 - Tour de Saxe : - Classement général - 2e étape - 2e de Milan-Turin - 3e du Tour de Lombardie - 3e du Tour de Murcie - 8e du Championnat de Zurich - 2003 - 3e étape du Tour de Saxe - 3e de la Coppa Placci - 3e du Grand Prix de l'industrie et du commerce de Prato - 7e du Championnat de Zurich - 2004 - 3e du championnat de Suisse sur route - 3e du Trophée Matteotti - 9e du Tour de Suisse |  |

### Principales classiques et championnats du monde
Le tableau suivant présente les résultats d'Oscar Camenzind lors des classiques de la Coupe du monde, ainsi qu'aux championnats du monde.
| Année | Milan- San Remo | Tour des Flandres | Amstel Gold Race | Flèche wallonne | Liège- Bastogne-Liège | Championnat de Zurich | Paris-Tours | Tour de Lombardie | Championnats du monde |
| ----- | --------------- | ----------------- | ---------------- | --------------- | --------------------- | --------------------- | ----------- | ----------------- | --------------------- |
| 1996  | 154e            | 94e               | -                | -               | -                     | 15e                   | 15e         | 37e               | 32e                   |
| 1997  | -               | -                 | -                | -               | -                     | -                     | -           | -                 | 21e                   |
| 1998  | -               | -                 | -                | -               | -                     | -                     | -           | Vainqueur         | Vainqueur             |
| 1999  | 29e             | -                 | -                | 4e              | 8e                    | -                     | 16e         | 4e                | 6e                    |
| 2000  | -               | 11e               | -                | 14e             | 13e                   | 7e                    | 41e         | 15e               | 16e                   |
| 2001  | 40e             | -                 | 14e              | 15e             | Vainqueur             | 11e                   | -           | -                 | -                     |
| 2002  | -               | -                 | -                | -               | -                     | 8e                    | -           | 3e                | 46e                   |
| 2003  | 36e             | -                 | -                | -               | -                     | 7e                    | -           | -                 | 70e                   |
| 2004  | 26e             | 84e               | 11e              | 93e             | 54e                   | -                     | -           | -                 | -                     |

### Résultats sur les grands tours

#### Tour de France
2 participations
- 1996 : 36e
- 1997 : 12e

#### Tour d'Italie
3 participations
- 1998 : 4e
- 1999 : 11e
- 2001 : 27e

#### Tour d'Espagne
5 participations
- 1998 : 16e
- 1999 : 48e
- 2000 : 22e
- 2001 : abandon (13e étape)
- 2002 : non-partant (16e étape)

### Classements mondiaux
Oscar Camenzind obtient son meilleur classement en 1998, lorsqu'il remporte le Tour de Lombardie et le titre de champion du monde, en terminant au 10e rang.
| Année          | 1996 | 1997 | 1998 | 1999 | 2000 | 2001 | 2002 | 2003 | 2004 |
| -------------- | ---- | ---- | ---- | ---- | ---- | ---- | ---- | ---- | ---- |
| Classement UCI | 92e  | 30e  | 10e  | 13e  | 40e  | 29e  | 51e  | 87e  | 174e |